# Estêvão Coelho
Estêvão Coelho (século XIII) foi um trovador português.
Deverá tratar-se de Estêvão Peres Coelho, designado nos Livros de Linhagens por Estêvão Coelho de Riba Homem (localidade nas Terras de Bouro doada por Afonso III de Portugal ao seu avô) e terá nascido no último quartel do século XIII. Documentado a partir de 1305, a sua atividade trovadoresca terá decorrido, pois, nas primeiras décadas do século XIV, ou seja, no período final da escola galego-portuguesa.

## Biografia
Surge-nos pela primeira vez em 1305 como testemunha de um acordo celebrado entre uma senhora e a Ordem do Hospital.
Três anos depois envolveu-se em conflitos: um com o cabido bracarense e outro com a sua tia Leonor Esteves.
Tinha o seu património em Santarém e as Inquirições de 1307-11 referem vários casais, lugares e casas nos j. de Regalados, de Bouro e de Entre-Homem-e-Cávado.
No entanto, é bem possível que, depois de uma eventual presença junto da corte - talvez reflectida nos diplomas de 1308 - se tenha estabelecido mais a norte, em virtude nos bens herdados de sua mãe, na Terra de Santa Maria. Com efeito, em 1322 encontrava-se em Vila Nova de Gaia, onde confirmou um dote relativo a Afonso Rodrigues Ribeiro. 
Terá falecido ainda relativamente jovem, talvez por volta de 1330, ano em que sua esposa assinou um documento de permuta de propriedades no qual Estêvão Coelho já não é referido.

## Dados genealógicos
Era neto do também trovador João Soares Coelho e filho de Pero Anes, vassalo do infante D. Dinis, futuro Dinis I de Portugal (1279-1325).
Desposou Maria Mendes Petite, ligada aos mosteiros de Canedo e de Grijó, e que, estando viúva, se dedicou à fundação do Mosteiro de São Domingos das Donas de Vila Nova de Gaia. 
Deste casamento nasceram os seguintes filhos:
- João Esteves Coelho, o Velho.
- Estêvão Esteves Coelho, cavaleiro, c.c. Senhorinha Afonso Ribeiro e com Maria Fernandes de Meira.
- João Esteves Coelho II
- Soeiro Mendes Coelho, cavaleiro, c.c. Beatriz Afonso de Baião.
- Pero Esteves Coelho, cavaleiro, c.c. Aldonça Vasques Pereira, célebre pela participação no assassinato de Dona Inês de Castro.
- Branca Pires Coelho, que casou primeiro com João Pires de Alvim e de Gonçalo Garcia.
- Margarida Esteves Coelho, freira.

## Actividade trovadoresca
A sua actividade poética encontra-se documentada entre o segundo e o terceiro quartéis do século XIII.
Está presente nos "Cancioneiro da Vaticana" e "Cancioneiro da Biblioteca Nacional" com apenas duas cantigas de amigo, uma das quais, a composição "Sedia la fremosa seu sirgo torcendo" (CV 321), é visivelmente influenciada pela "chanson de toile" provençal.